# Vâlcelele de Sus
Vâlcelele de Sus – wieś w Rumunii, w okręgu Aluta, w gminie Vâlcele. W 2011 roku liczyła 834 mieszkańców. 